# Бугрім Олег Русланович
Оле́г Русла́нович Бугрим — український військовослужбовець, кавалер ордена «За мужність» ІІІ ступеня

## Життєпис
Народився 24.05.2005, м. Дніпро. Випускник Дніпровського ліцею № 138. Навчався в місцевому училищі на кухаря-кондитера.
З 14 років підробляв на різних роботах. Займався спортом (ММА), займав призові місця на змаганнях.
Як тільки йому виповнилось 18, залишив навчання і добровільно долучився до війська. Став бійцем 3-ї окремої штурмової бригади ЗСУ. Обіймав посаду старшого стрільця-оператора.
Служив у 1-му взводі 1-ї механізованої роти 1-го механізованого батальйону 3ОШБР.
Загинув 14 березня під Авдіївкою, виконуючи бойове завдання. Залишились мама і брат.